# Liste der Naturdenkmale in Fehrbellin
Die Liste der Naturdenkmale in Fehrbellin nennt die Naturdenkmale in Fehrbellin im Landkreis Ostprignitz-Ruppin in Brandenburg, welche durch Rechtsverordnung geschützt sind. Naturdenkmale sind Einzelschöpfungen der Natur, deren Erhaltung wegen ihrer hervorragenden Schönheit, Seltenheit oder Eigenart oder ihrer ökologischen, wissenschaftlichen, geschichtlichen, volks- oder heimatkundlichen Bedeutung im öffentlichen Interesse liegt. Grundlage ist das Geoportal des Landkreises.
In den Spalten befinden sich folgende Informationen:
- Nr.: Identifizierungsnummer nach veröffentlichter Liste. Sie wird von der unteren Naturschutzbehörde des Landkreises oder der kreisfreien Stadt vergeben. Wenn sie bekannt ist, wird sie angegeben. In dieser Spalte kann sich zusätzlich das Wort Wikidata befinden, der entsprechende Link führt zu Angaben zu diesem Naturdenkmal bei Wikidata.
- Bezeichnung: Benennung des Naturdenkmals, in der Regel wird bei Bäume die Baumart genannt. Bekannte Eigennamen werden mit angegeben.
- Gemarkung: Ort oder Gemarkung, in der sich das Naturdenkmal befindet
- Lage: Nennt die Lage des Naturdenkmals im jeweiligen Ortsteil und die geografischen Koordinaten des Naturdenkmals. Link zu einem Kartenansichtstool, um Koordinaten zu setzen. In der Kartenansicht sind Naturdenkmale ohne Koordinaten mit einem roten beziehungsweise orangen Marker dargestellt und können in der Karte gesetzt werden. Denkmale ohne Bild sind mit einem blauen bzw. roten Marker gekennzeichnet, Denkmale mit Bild mit einem grünen beziehungsweise orangen Marker.
- Beschreibung: die Beschreibung des Naturdenkmales
- Schutzzweck: Erläutert den Grund der Unterschutzstellung
- Bild: Zeigt ein Bild des Naturdenkmales und gegebenenfalls ein Link zu weiteren Fotos im Medienarchiv Wikimedia Commons

## Fehrbellin
| Bild                           | Bezeichnung                                 | Lage | Beschreibung                                                    | Schutzzweck                                              | Nummer |
| ------------------------------ | ------------------------------------------- | --- | --------------------------------------------------------------- | -------------------------------------------------------- | ------ |
| Fotos hochladen                | Eiche (Quercus sp.)                         | Betzin, vor Kirche (52° 45′ 38,1″ N, 12° 45′ 40,2″ O)                                                         | Unterschutzstellung 1978                                        |                                                          |        |
| BW                             | Eiche (Quercus sp.)                         | Brunne, Ostseite der Kirche (52° 46′ 22,4″ N, 12° 43′ 47,6″ O)                                                | Unterschutzstellung 1978                                        |                                                          |        |
| BW                             | Kiefer (Pinus sp.)                          | Fehrbellin, Berliner Allee 1D (52° 48′ 31,2″ N, 12° 46′ 42,7″ O)                                              | Unterschutzstellung 1978                                        |                                                          |        |
| Weitere Bilder Fotos hochladen | Buche (Fagus sp.)                           | Fehrbellin, Friedrich-Engels-Straße 1C (52° 48′ 40,9″ N, 12° 46′ 36,4″ O)                                     | Unterschutzstellung 2006: ca. 200 Jahre alt, Durchmesser 1,50 m | außergewöhnlich schöne Wuchsform                         | 1      |
| BW                             | Eiche (Quercus sp.)                         | Fehrbellin, hinter der Brauerei (52° 48′ 52,8″ N, 12° 46′ 5,9″ O)                                             | Unterschutzstellung 1978                                        |                                                          |        |
| BW                             | Eibe (Taxus sp.)                            | Fehrbellin, Rhinstraße 8, ehemalige Gärtnerei (52° 48′ 55,4″ N, 12° 45′ 45,9″ O)                              | Unterschutzstellung 1978                                        |                                                          |        |
| BW                             | Eibe (Taxus sp.)                            | Fehrbellin, Rhinstraße 8, ehemalige Gärtnerei (52° 48′ 55,8″ N, 12° 45′ 46,6″ O)                              | Unterschutzstellung 1978                                        |                                                          |        |
| BW                             | Eiche (Quercus sp.)                         | Hakenberg, Dorfplatz (52° 46′ 44,6″ N, 12° 50′ 0,1″ O)                                                        | Unterschutzstellung 1978                                        |                                                          |        |
| Fotos hochladen                | Lindenallee (Tilia sp.)                     | Hakenberg, zum Hakenberger Denkmal (52° 46′ 25″ N, 12° 50′ 0,6″ O)                                            | Unterschutzstellung 1978. Gepflanzt 1675                        |                                                          | 242    |
| BW                             | Eiche (Quercus sp.)                         | Königshorst, Gutshausgiebel (52° 42′ 41,2″ N, 12° 47′ 21,4″ O)                                                | Unterschutzstellung 1978                                        |                                                          |        |
| BW                             | Eibe (Taxus sp.)                            | Linum, vorm Pfarrhaus (52° 45′ 27,8″ N, 12° 52′ 55,8″ O)                                                      | Unterschutzstellung 1978                                        |                                                          |        |
| BW                             | Eibe (Taxus sp.)                            | Linum, vorm Pfarrhaus (52° 45′ 27,6″ N, 12° 52′ 56,3″ O)                                                      | Unterschutzstellung 1978                                        |                                                          |        |
| Fotos hochladen                | Eiche (Quercus sp.)                         | Manker, vor Kirche (52° 50′ 45″ N, 12° 40′ 40,7″ O)                                                           | Unterschutzstellung 1978                                        |                                                          |        |
| BW                             | Eibe (Taxus sp.)                            | Protzen, vorm Gutshaus (52° 50′ 28,3″ N, 12° 43′ 12,2″ O)                                                     | Unterschutzstellung 1978                                        |                                                          |        |
| BW                             | Eibe (Taxus sp.)                            | Protzen, vorm Gutshaus (52° 50′ 28″ N, 12° 43′ 13,7″ O)                                                       | Unterschutzstellung 1978                                        |                                                          |        |
| BW                             | Linde (Tilia sp.)                           | Tarmow, Friedhof (52° 47′ 48,9″ N, 12° 48′ 17,2″ O)                                                           | Unterschutzstellung 1978                                        |                                                          |        |
| Fotos hochladen                | Linde (Tilia)                               | Wustrau-Altfriesack, Friedhof (52° 50′ 55,2″ N, 12° 51′ 45,5″ O)                                              | Unterschutzstellung 1934                                        |                                                          |        |
| BW                             | Eiche (Quercus)                             | Wustrau-Altfriesack, Friedensplatz (52° 50′ 50,1″ N, 12° 51′ 51,5″ O)                                         | Unterschutzstellung 2006: ca. 220 Jahre alt, Durchmesser 1,30 m | geeigneter Standort, schöne Wuchsform                    | 2      |
| BW                             | Eiche (Quercus)                             | Wustrau-Altfriesack, Hohes Ende, ehemalige Schule (52° 50′ 58,6″ N, 12° 51′ 49,6″ O)                          | Unterschutzstellung 1934                                        |                                                          |        |
| BW                             | Riesenmammutbaum (Sequoiadendron giganteum) | Wustrau-Altfriesack, Hohes Ende 20 (52° 51′ 3,7″ N, 12° 51′ 46,1″ O)                                          | Unterschutzstellung 1978                                        |                                                          |        |
| BW                             | Eibe (Taxus)                                | Wustrau-Altfriesack, Weg zum Park (52° 51′ 2,7″ N, 12° 51′ 46″ O)                                             | Unterschutzstellung 1978                                        |                                                          |        |
| BW                             | Buche (Fagus sp.)                           | Wustrau-Altfriesack, Park Richterakademie (52° 51′ 2,8″ N, 12° 51′ 49,5″ O)                                   | Unterschutzstellung 1978                                        |                                                          |        |
| BW                             | Ginkgo (Ginkgo biloba)                      | Wustrau-Altfriesack, Park Richterakademie (52° 51′ 3,7″ N, 12° 51′ 52,9″ O)                                   | Unterschutzstellung 1978                                        |                                                          |        |
| Fotos hochladen                | Gemeine Esche (Fraxinus excelsior)          | Wustrau-Altfriesack, Park Richterakademie (52° 51′ 0,6″ N, 12° 51′ 55,7″ O)                                   | Unterschutzstellung 1978                                        |                                                          |        |
| BW                             | Platane (Platanus sp.)                      | Wustrau-Altfriesack, am Ende des hinteren Parks in der Nähe der Bootshäuser (52° 51′ 9,2″ N, 12° 51′ 32,5″ O) | Unterschutzstellung 2000                                        | Erhaltung und Pflege eines Baumes mit seltener Wuchsform | 4      |
| BW                             | Eichenallee (Quercus robur)                 | Wustrau-Altfriesack, L 164, zwischen Wustrau und Langen (52° 50′ 31,6″ N, 12° 49′ 58,8″ O)                    | Unterschutzstellung 1978                                        |                                                          | 244    |